# Mellanvikt i grekisk-romersk stil i brottning vid olympiska sommarspelen 1984
Herrarnas brottningsturnering i grekisk-romersk stil i viktklassen mellanvikt vid olympiska sommarspelen 1984 avgjordes i Anaheim Convention Center i Anaheim. 

## Medaljörer
| Klass      | Guld                  | Silver                           | Brons                   |
| Mellanvikt | Ion Draica · Rumänien | Dimitrios Thanopoulos · Grekland | Sören Claeson · Sverige |

## Resultat
- TO — Vinst genom fall
- SP — Vinst genom överlägsenhet, 12-14 poängs skillnad, förloraren med poäng
- SO — Vinst genom överlägsenhet, 12-14 poängs skillnad, förloraren utan poäng
- ST — Vinst genom teknisk överlägsenhet, 15 poäng skillnad
- PP — Vinst genom poäng, förloraren med tekniska poäng
- PO — Vinst genom poäng, förloraren utan tekniska poäng
- PA — Vinst genom att motståndaren skadas
- DQ — Vinst genom förverkande
- D2 — Båda brottarna diskvalificerade på grund av passivitet  (0-0 poäng)
- DNA — Dök inte upp
- L — Förluster
- ER — Elimineringsrunda
- CP — Klassificeringspoäng
- TP — Tekniska poäng

- PA — Vinst genom att motståndaren skadats

### Elimineringsrunda

#### Pool A
| L              |                         | CP       | TP       |                         | L        |          |
| Omgång 1       | Omgång 1                | Omgång 1 | Omgång 1 | Omgång 1                | Omgång 1 | Omgång 1 |
| -------------- | ----------------------- | -------- | -------- | ----------------------- | -------- | -------- |
| 1              | Kim Sang-Kyu (KOR)      | 1-3 PP   | 4-5      | Mohamed El-Ashram (EGY) | 0        |          |
| 1              | Mustafa Suzan (TUR)     | 0-4 ST   | 0-15     | Louis Santerre (CAN)    | 0        |          |
| 1              | Daniel Chandler (USA)   | 0-3 PO   | 0-4      | Sören Claeson (SWE)     | 0        |          |
| 0              | Ion Draica (ROU)        | 3-1 PP   | 4-4      | Klaus Mysen (NOR)       | 1        |          |
| Omgång 2       |                         |          |          |                         |          |          |
| 1              | Kim Sang-Kyu (KOR)      | 3-0 P1   | 5:37     | Mustafa Suzan (TUR)     | 2        |          |
| 0              | Mohamed El-Ashram (EGY) | 4-0 TF   | 0:45     | Louis Santerre (CAN)    | 1        |          |
| 2              | Daniel Chandler (USA)   | 0-3 P1   | 5:38     | Ion Draica (ROU)        | 0        |          |
| 0              | Sören Claeson (SWE)     | 3-1 DC   | 0-0      | Klaus Mysen (NOR)       | 2        |          |
| Omgång 3       |                         |          |          |                         |          |          |
| 2              | Kim Sang-Kyu (KOR)      | 1-3 PP   | 8-10     | Louis Santerre (CAN)    | 1        |          |
| 1              | Mohamed El-Ashram (EGY) | 0-3 PO   | 0-3      | Sören Claeson (SWE)     | 0        |          |
| 0              | Ion Draica (ROU)        |          |          | Bye                     |          |          |
| Omgång 4       |                         |          |          |                         |          |          |
| 0              | Ion Draica (ROU)        | 3-1 PP   | 3-1      | Mohamed El-Ashram (EGY) | 2        |          |
| 2              | Louis Santerre (CAN)    | 1-3 PP   | 4-11     | Sören Claeson (SWE)     | 0        |          |
| Sista omgången |                         |          |          |                         |          |          |
|                | Ion Draica (ROU)        | 3.5-0 SO | 10-0     | Sören Claeson (SWE)     |          |          |

| Brottare                | L | ER | CP | Sista |
| ----------------------- | - | -- | -- | ----- |
| Ion Draica (ROU)        | 0 | -  | 9  | 3.5   |
| Sören Claeson (SWE)     | 0 | -  | 12 | 0     |
| Mohamed El-Ashram (EGY) | 2 | 4  | 8  |       |
| Louis Santerre (CAN)    | 2 | 4  | 8  |       |
| Kim Sang-Kyu (KOR)      | 2 | 3  | 5  |       |
| Klaus Mysen (NOR)       | 2 | 2  | 2  |       |
| Daniel Chandler (USA)   | 2 | 2  | 0  |       |
| Mustafa Suzan (TUR)     | 2 | 2  | 0  |       |

#### Pool B
| L              |                             | CP       | TP       |                             | L        |          |
| Omgång 1       | Omgång 1                    | Omgång 1 | Omgång 1 | Omgång 1                    | Omgång 1 | Omgång 1 |
| -------------- | --------------------------- | -------- | -------- | --------------------------- | -------- | -------- |
| 1              | Dimitrios Thanopoulos (GRE) | 3-0 P1   | 5:22     | Yasutoshi Moriyama (JPN)    | 1        |          |
| 1              | Georg Marchl (AUT)          | 0-3 P1   | 5:34     | Siegfried Seibold (FRG)     | 0        |          |
| 0              | Momir Petković (YUG)        | 3-0 PO   | 6-0      | Jarmo Övermark (FIN)        | 1        |          |
| 0              | Ernesto Razzino (ITA)       |          |          | Bye                         |          |          |
| Omgång 2       |                             |          |          |                             |          |          |
| 1              | Ernesto Razzino (ITA)       | 1-3 PP   | 4-6      | Dimitrios Thanopoulos (GRE) | 0        |          |
| 2              | Yasutoshi Moriyama (JPN)    | 0-3 P1   | 5:19     | Georg Marchl (AUT)          | 1        |          |
| 1              | Siegfried Seibold (FRG)     | 0-3 PO   | 0-1      | Momir Petković (YUG)        | 0        |          |
| 1              | Jarmo Övermark (FIN)        |          |          | Bye                         |          |          |
| Omgång 3       |                             |          |          |                             |          |          |
| 1              | Jarmo Övermark (FIN)        | 3-1 PP   | 10-5     | Ernesto Razzino (ITA)       | 2        |          |
| 0              | Dimitrios Thanopoulos (GRE) | 3-1 PP   | 7-6      | Siegfried Seibold (FRG)     | 2        |          |
| 2              | Georg Marchl (AUT)          | 0-3 PO   | 0-5      | Momir Petković (YUG)        | 0        |          |
| Sista omgången |                             |          |          |                             |          |          |
|                | Momir Petković (YUG)        | 3-0 PO   | 6-0      | Jarmo Övermark (FIN)        |          |          |
|                | Jarmo Övermark (FIN)        | 3-1 PP   | 6-1      | Dimitrios Thanopoulos (GRE) |          |          |
|                | Dimitrios Thanopoulos (GRE) | 3-1 PP   | 5-1      | Momir Petković (YUG)        |          |          |

| Brottare                    | L | ER | CP | Sista |
| --------------------------- | - | -- | -- | ----- |
| Dimitrios Thanopoulos (GRE) | 0 | -  | 9  | 4     |
| Momir Petković (YUG)        | 0 | -  | 9  | 4     |
| Jarmo Övermark (FIN)        | 1 | -  | 3  | 3     |
| Siegfried Seibold (FRG)     | 2 | 3  | 4  |       |
| Georg Marchl (AUT)          | 2 | 3  | 3  |       |
| Ernesto Razzino (ITA)       | 2 | 3  | 2  |       |
| Yasutoshi Moriyama (JPN)    | 2 | 2  | 0  |       |

### Slutkamper
|                         | CP        | TP        |                             |           |
| 5:e plats               | 5:e plats | 5:e plats | 5:e plats                   | 5:e plats |
| ----------------------- | --------- | --------- | --------------------------- | --------- |
| Mohamed El-Ashram (EGY) | 1-3 PP    | 3-5       | Jarmo Övermark (FIN)        |           |
| Bronsmatch              |           |           |                             |           |
| Sören Claeson (SWE)     | 3-1 PP    | 5-2       | Momir Petković (YUG)        |           |
| Final                   |           |           |                             |           |
| Ion Draica (ROU)        | 3-1 PP    | 4-3       | Dimitrios Thanopoulos (GRE) |           |